# Campionat del món d'escacs de 2007
El Campionat del món d'escacs de 2007 fou un torneig que se celebrà a Ciutat de Mèxic, entre el 12 i el 30 de setembre de 2007, per determinar el Campió del món d'escacs. Fou un torneig round robin a doble volta, amb vuit participants.
Viswanathan Anand, de l'Índia va guanyar el torneig i el títol de Campió Mundial d'escacs, en assolir 9 punts sobre 14, amb un total de 4 victòries i 10 taules, essent l'únic jugador invicte en el torneig.

## Rerefons
El sistema de torneig d'aquest campionat va ser inusual, en tant que el campionat del món es juga habitualment per sistema de matx.
El Campionat del món de 2005 va ser també un torneig de lliga a doble volta, però en aquell moment el títol mundial estava dividit, i el torneig era vàlid només per al campionat mundial de la FIDE, i el Campió del Món Clàssic Vladímir Kràmnik va negar-se a participar-hi. Poc després del torneig de 2005, la FIDE va anunciar que el Campionat del món de 2007 seria també un torneig de lliga a doble volta.
El 2006, la FIDE va fer públic el sistema per celebrar el Campionat del món de 2006, que serviria per reunificar el campionat mundial d'escacs. Com que l'organització del torneig de 2007 depenia en gran manera d'aquest altre anterior, les condicions fixades foren que:
- Si el campió Clàssic (Kràmnik) derrotés el Campió de la FIDE (Vesselín Topàlov), Kràmnik substituiria Topàlov en el torneig de 2007.
- El torneig de 2007 seria vàlid en qualsevol cas per al títol de campió del món.

En Kràmnik va guanyar el matx de 2006. El juny de 2007, Kràmnik va confirmar que reconeixia el torneig de 2007 com a vàlid pel campionat del món, alhora que expressava la seva preferència personal per tal que el campionat es decidís en un matx.
La FIDE anuncià posteriorment que futurs campionats del món (començant pel Campionat del món de 2008) es decidirien per matx entre el campió i un aspirant. Al mateix temps, la FIDE va anunciar que, en concepte de compensació per no poder jugar el torneig de 2007, Topàlov tindria privilegis especials en el cicle per al Campionat del món d'escacs de 2010.

## Participants
1. Vladímir Kràmnik (Rússia) – Campió del món regnant
2. Viswanathan Anand (Índia) – segon classificat ex aequo al Campionat del món de 2005
3. Piotr Svídler (Rússia) – segon classificat ex aequo al Campionat del món de 2005
4. Aleksandr Morozévitx (Rússia) – quart classificat al Campionat del món de 2005
5. Péter Lékó (Hongria) – classificat al Torneig de Candidats
6. Borís Guélfand (Israel) – classificat al Torneig de Candidats
7. Levon Aronian (Armènia) – classificat al Torneig de Candidatst
8. Aleksandr Grisxuk (Rússia) – classificat al Torneig de Candidats

## Procés de classificació
Els quatre primers classificats del Campionat del món de 2005 tenien dret directe a participar en l'esdeveniment de 2007. No obstant això, Vesselín Topàlov, Campió Mundial de 2005, va ser reemplaçat per Vladímir Kràmnik, Campió Mundial Clàssic, després de perdre el títol contra ell en el matx per la reunificació.
Quatre jugadors més es classificaren a través del cicle de classificació 2005-07, que constava de tres etapes:
1. Campionats continentals
2. Copa del Món de 2005
3. Torneig de Candidats de 2007

### Copa del Món de 2005
La Copa del Món de 2005, celebrada a Khanti-Mansisk, Rússia, fou un torneig classificatori per al torneig de candidats. Es va jugar pel sistema de mini-matxs eliminatoris, a l'estil dels Campionats del món d'escacs de la FIDE 1998-2004. No obstant això, quan s'arribà a l'etapa en què quedaven 16 jugadors, els mini-matx ja no foren eliminatoris, sinó que serviren per determinar els llocs finals, de l'1 al 16.
Els primers classificats foren:
| 1. Levon Aronian (Armènia) 2. Ruslan Ponomariov (Ucraïna) 3. Etienne Bacrot (França) 4. Aleksandr Grisxuk (Rússia) 5. Ievgueni Baréiev (Rússia) 6. Borís Guélfand (Israel) 7. Serguei Rublevski (Rússia) 8. Mikhaïl Gurévitx (Turquia) | 1. Gata Kamsky (Estats Units) 2. Magnus Carlsen (Noruega 3. Vladímir Malakhov (Rússia) 4. Francisco Vallejo Pons (Espanya) 5. Aleksei Dréiev (Rússia) 6. Loek Van Wely (Països Baixos) 7. Joël Lautier (França) 8. Konstantín Sakàiev (Rússia) |

### Torneig de Candidats de 2007
Una plaça al Torneig de Candidats era reservada per al Campió del món de la FIDE de 2004 Rustam Kassimdjanov. Cinc altres places foren atorgades als cinc millors jugadors del moment segons la Llista Elo de la FIDE (avaluacions de juliol de 2004 i gener de 2005) que no estiguessin ja classificats: aquests foren Péter Lékó, Michael Adams, Judit Polgár, Aleksei Shirov i Étienne Bacrot. Les deu places restants foren per als millors classificats a la Copa del Món de 2005 que no estiguessin ja classificats.
El Torneig de Candidats, celebrat a Elistà, Calmúquia, Rússia, des del 26 de maig al 14 de juny de 2007 havia de ser en principi un torneig eliminatori de dues rondes, amb un jugador classificat des de cada quart del quadre. El setembre de 2006, la FIDE va proposar, en canvi, muntar un torneig de 16 jugadors per sistema lliga a una sola volta. De tota manera, la decisió es va tirar enrere, i finalment el torneig consistí en dues rondes de matxs, tal com s'havia planificat en un primer moment.
El guanyador de la Copa del Món de 2005, Aronian, fou preclassificat amb el número 1, i la resta de jugadors obtingueren els números consecutius d'acord amb l'Elo que constava a la llista FIDE de gener de 2006. A la segona ronda, el guanyador d'1 vs 16, jugaria contra el guanyador de 8 vs 9, el guanyador de 2 vs 15 contra el guanyador de 7 vs 10, etcètera.

#### Condicions dels matxs
Els matxs es jugaren al millor de sis partides, a control de temps normal (40/120, dsesprés 20/60, i després 15 minuts + 30 segons per jugada). Si el matx quedava empatat després de les sis partides, els desempats es jugaven al dia setè:
1. Es disputarien 4 partides semiràpides, a 25 minuts per partida, més 10 segons per jugada.
2. En cas que el marcador restés encara empatat, es disputarien dues partides ràpides, a 5 minuts per jugador, més 10 segons per jugada.
3. En cas que el marcador restés encara empatat, es disputaria una partida en la qual el blanc tindria sis minuts i el negre cinc, però en cas de taules les negres serien declarades vencedores (és l'anomenat sistema Armaggedon, que en realitat no va ser necessari en cap dels matxs).

#### 1a ronda
| Núm. | Nom                     | Rating | 1 | 2 | 3 | 4 | 5 | 6 | TB  | Total |
| ---- | ----------------------- | ------ | - | - | - | - | - | - | --- | ----- |
| 1    | Levon Aronian ARM       | 2759   | 1 | ½ | 0 | 1 | 0 | ½ | 4.0 | 7.0   |
| 16   | Magnus Carlsen NOR      | 2693   | 0 | ½ | 1 | 0 | 1 | ½ | 2.0 | 5.0   |
| Núm. | Nom                     | Rating | 1 | 2 | 3 | 4 | 5 | 6 | TB  | Total |
| 8    | Aleksei Shirov ESP      | 2699   | ½ | ½ | ½ | 0 | ½ | 1 | 2.5 | 5.5   |
| 9    | Michael Adams ENG       | 2734   | ½ | ½ | ½ | 1 | ½ | 0 | 0.5 | 3.5   |
| Núm. | Nom                     | Rating | 1 | 2 | 3 | 4 | 5 | 6 | TB  | Total |
| 2    | Péter Lékó HUN          | 2738   | ½ | 1 | 1 | 1 | - | - | -   | 3.5   |
| 15   | Mikhaïl Gurévitx TUR    | 2639   | ½ | 0 | 0 | 0 | - | - | -   | 0.5   |
| Núm. | Nom                     | Rating | 1 | 2 | 3 | 4 | 5 | 6 | TB  | Total |
| 7    | Judit Polgár HUN        | 2727   | ½ | 0 | ½ | 0 | 1 | ½ | -   | 2.5   |
| 10   | Evgeny Baréiev RUS      | 2643   | ½ | 1 | ½ | 1 | 0 | ½ | -   | 3.5   |
| Núm. | Nom                     | Rating | 1 | 2 | 3 | 4 | 5 | 6 | TB  | Total |
| 3    | Ruslan Ponomariov UKR   | 2717   | ½ | ½ | 0 | ½ | ½ | ½ | -   | 2.5   |
| 14   | Serguei Rublevski RUS   | 2680   | ½ | ½ | 1 | ½ | ½ | ½ | -   | 3.5   |
| Núm. | Nom                     | Rating | 1 | 2 | 3 | 4 | 5 | 6 | TB  | Total |
| 6    | Aleksandr Grisxuk RUS   | 2717   | 1 | ½ | ½ | 1 | ½ | - | -   | 3.5   |
| 11   | Vladímir Malakhov RUS   | 2679   | 0 | ½ | ½ | 0 | ½ | - | -   | 1.5   |
| Núm. | Nom                     | Rating | 1 | 2 | 3 | 4 | 5 | 6 | TB  | Total |
| 4    | Borís Guélfand ISR      | 2733   | ½ | ½ | ½ | ½ | ½ | ½ | 2.5 | 5.5   |
| 13   | Rustam Kassimdjanov UZB | 2677   | ½ | ½ | ½ | ½ | ½ | ½ | 0.5 | 3.5   |
| Núm. | Nom                     | Rating | 1 | 2 | 3 | 4 | 5 | 6 | TB  | Total |
| 5    | Étienne Bacrot FRA      | 2709   | ½ | 0 | 0 | 0 | - | - | -   | 0.5   |
| 12   | Gata Kamsky USA         | 2705   | ½ | 1 | 1 | 1 | - | - | -   | 3.5   |

#### 2a Ronda
| Núm. | Nom                   | Rating | 1 | 2 | 3 | 4 | 5 | 6 | TB  | Total |
| ---- | --------------------- | ------ | - | - | - | - | - | - | --- | ----- |
| 1    | Levon Aronian ARM     | 2759   | 1 | ½ | ½ | ½ | ½ | ½ | -   | 3.5   |
| 8    | Aleksei Shirov ESP    | 2699   | 0 | ½ | ½ | ½ | ½ | ½ | -   | 2.5   |
| Núm. | Nom                   | Rating | 1 | 2 | 3 | 4 | 5 | 6 | TB  | Total |
| 2    | Péter Lékó HUN        | 2738   | 1 | ½ | 1 | ½ | ½ | - | -   | 3.5   |
| 10   | Evgeny Baréiev RUS    | 2643   | 0 | ½ | 0 | ½ | ½ | - | -   | 1.5   |
| Núm. | Nom                   | Rating | 1 | 2 | 3 | 4 | 5 | 6 | TB  | Total |
| 4    | Borís Guélfand ISR    | 2733   | ½ | ½ | 1 | ½ | 1 | - | -   | 3.5   |
| 12   | Gata Kamsky USA       | 2705   | ½ | ½ | 0 | ½ | 0 | - | -   | 1.5   |
| Núm. | Nom                   | Rating | 1 | 2 | 3 | 4 | 5 | 6 | TB  | Total |
| 6    | Aleksandr Grisxuk RUS | 2717   | 1 | ½ | ½ | 0 | ½ | ½ | 2.5 | 5.5   |
| 14   | Serguei Rublevski RUS | 2680   | 0 | ½ | ½ | 1 | ½ | ½ | 0.5 | 3.5   |

## Torneig pel campionat de 2007

### Condicions de joc
El torneig fou un round robin a doble volta, celebrat entre el 13 de setembre i el 29 de setembre de 2007. Els dies 17, 22, i 26 hi hagué dia de descans (després de les rondes 4, 8 i 11). Les partides començaven a les 14:00 hora local, és a dir, a les 19:00 hores UTC. El control de temps era de 40/2h, 20/1h, 15m+30seg és a dir, que cada jugador tenia 2 hores per tota la partida, més un plus d'una hora addicional afegida a partir de la jugada 40, 15 minuts afegits després de la jugada 60, i a partir d'aqui, 30 segons addicionals per cada moviment realitzat (mètode Fischer). Els emparellaments es varen sortejar el 12 de setembre de 2007.

### Resultats
| Ronda 1 - 13 setembre |                  |     |                            |
| Anand                 | Guélfand         | ½-½ | C42 Petrov                 |
| Kràmnik               | Svídler          | ½-½ | D43 Eslava                 |
| Morozévitx            | Aronian          | ½-½ | E12 Índia de dama          |
| Grischuk              | Lékó             | ½-½ | C88 Ruy López              |
| Ronda 2 - 14 setembre |                  |     |                            |
| Kràmnik (0.5)         | Morozévitx (0.5) | 1-0 | E04 Catalana               |
| Guélfand (0.5)        | Grischuk (0.5)   | ½-½ | E15 Índia de dama          |
| Svídler (0.5)         | Lékó (0.5)       | ½-½ | C89 Ruy López              |
| Aronian (0.5)         | Anand (0.5)      | 0-1 | D43 gambit de dama refusat |
| Ronda 3 - 15 setembre |                  |     |                            |
| Anand (1.5)           | Kràmnik (1.5)    | ½-½ | C42 Petrov                 |
| Grischuk (1.0)        | Aronian (0.5)    | ½-½ | C88 Ruy López              |
| Lékó (1.0)            | Guélfand (1.0)   | ½-½ | C42 Petrov                 |
| Morozévitx (0.5)      | Svídler (1.0)    | 1-0 | C45 Escocesa               |
| Ronda 4 - 16 setembre |                  |     |                            |
| Aronian (1.0)         | Lékó (1.5)       | 1-0 | A33 Benoni                 |
| Kràmnik (2.0)         | Grischuk (1.5)   | ½-½ | E06 Catalana               |
| Morozévitx (1.5)      | Anand (2.0)      | ½-½ | D47 gambit de dama refusat |
| Svídler (1.0)         | Guélfand (1.5)   | ½-½ | C42 Petrov                 |
| Ronda 5 - 18 setembre |                  |     |                            |
| Anand (2.5)           | Svídler (1.5)    | 1-0 | C89 Ruy López              |
| Guélfand (2.0)        | Aronian (2.0)    | 1-0 | A60 Benoni                 |
| Grischuk (2.0)        | Morozévitx (2.0) | 1-0 | D38 gambit de dama refusat |
| Lékó (1.5)            | Kràmnik (2.5)    | ½-½ | C54 Obertura de l'alfil    |
| Ronda 6 - 19 setembre |                  |     |                            |
| Aronian (2.0)         | Kràmnik (3.0)    | ½-½ | E06 Catalana               |
| Guélfand (3.0)        | Morozévitx (2.0) | 1-0 | E17 Índia de dama          |
| Grischuk (3.0)        | Svídler (1.5)    | ½-½ | D43 Semi-Eslava            |
| Lékó (2.0)            | Anand (3.5)      | ½-½ | C78 Ruy López              |
| Ronda 7 - 20 setembre |                  |     |                            |
| Anand (4.0)           | Grischuk (3.5)   | 1-0 | C88 Ruy López              |
| Kràmnik (3.5)         | Guélfand (4.0)   | ½-½ | D43 Eslava                 |
| Morozévitx (2.0)      | Lékó (2.5)       | ½-½ | C45 Escocesa               |
| Svídler (2.0)         | Aronian (2.5)    | ½-½ | C69 Ruy López              |

| Ronda 8 - 21 setembre  |                  |     |                            |
| Aronian (3.0)          | Morozévitx (2.5) | ½-½ | E17 Índia de dama          |
| Guélfand (4.5)         | Anand (5.0)      | ½-½ | E06 Catalana               |
| Lékó (3.0)             | Grischuk (3.5)   | 1-0 | C88 Ruy López              |
| Svídler (2.5)          | Kràmnik (4.0)    | ½-½ | C42 Petrov                 |
| Ronda 9 - 23 setembre  |                  |     |                            |
| Anand (5.5)            | Aronian (3.5)    | ½-½ | C89 Ruy López              |
| Grischuk (3.5)         | Guélfand (5.0)   | 1-0 | E20 Nimzo-Índia            |
| Lékó (4.0)             | Svídler (3.0)    | ½-½ | B90 siciliana Najdorf      |
| Morozévitx (3.0)       | Kràmnik (4.5)    | 1-0 | E61 Índia de rei           |
| Ronda 10 - 24 setembre |                  |     |                            |
| Aronian (4.0)          | Grischuk (4.5)   | 1-0 | D30 gambit de dama refusat |
| Guélfand (5.0)         | Lékó (4.5)       | ½-½ | E05 Catalana               |
| Kràmnik (4.5)          | Anand (6.0)      | ½-½ | D43 Semi-Eslava            |
| Svídler (3.5)          | Morozévitx (4.0) | ½-½ | B17 Caro-Kann              |
| Ronda 11 - 25 setembre |                  |     |                            |
| Anand (6.5)            | Morozévitx (4.5) | 1-0 | B90 siciliana Najdorf      |
| Guélfand (5.5)         | Svídler (4.0)    | ½-½ | A15 Anglesa                |
| Grischuk (4.5)         | Kràmnik (5.0)    | ½-½ | C43 Petrov                 |
| Lékó (5.0)             | Aronian (5.0)    | ½-½ | E15 Índia de dama          |
| Ronda 12 - 27 setembre |                  |     |                            |
| Aronian (5.5)          | Guélfand (6.0)   | 0-1 | D43 Semi-Eslava            |
| Kràmnik (5.5)          | Lékó (5.5)       | 1-0 | E05 Catalana               |
| Morozévitx (4.5)       | Grischuk (5.0)   | 1-0 | A28 Anglesa                |
| Svídler (4.5)          | Anand (7.5)      | ½-½ | C88 Ruy López              |
| Ronda 13 - 28 setembre |                  |     |                            |
| Aronian (5.5)          | Svídler (5.0)    | ½-½ | A29 Anglesa                |
| Guélfand (7.0)         | Kràmnik (6.5)    | ½-½ | D47 Semi-Eslava            |
| Grischuk (5.0)         | Anand (8.0)      | ½-½ | D43 Semi-Eslava            |
| Lékó (5.5)             | Morozévitx (5.5) | 1-0 | B66 siciliana              |
| Ronda 14 - 29 setembre |                  |     |                            |
| Anand (8.5)            | Lékó (6.5)       | ½-½ | C89 Ruy López              |
| Kràmnik (7.0)          | Aronian (6.0)    | 1-0 | E15 Índia de dama          |
| Morozévitx (5.5)       | Guélfand (7.5)   | ½-½ | C42 Petrov                 |
| Svídler (5.5)          | Grischuk (5.5)   | 1-0 | B90 siciliana Najdorf      |

Els números entre parèntesis indiquen la puntuació del jugador abans de la ronda.

### Quadre de resultats
| Posició | Jugador                    | Rating | ANA | ANA | KRA | KRA | GEL | GEL | LÉK | LÉK | SVI | SVI | MOR | MOR | ARO | ARO | GRI | GRI | Punts | v. tied | victòries | NS    |
| ------- | -------------------------- | ------ | --- | --- | --- | --- | --- | --- | --- | --- | --- | --- | --- | --- | --- | --- | --- | --- | ----- | ------- | --------- | ----- |
| 1       | Viswanathan Anand (IND)    | 2792   |     |     | ½   | ½   | ½   | ½   | ½   | ½   | 1   | ½   | 1   | ½   | ½   | 1   | 1   | ½   | 9.0   |         |           |       |
| 2       | Vladímir Kràmnik (RUS)     | 2769   | ½   | ½   |     |     | ½   | ½   | 1   | ½   | ½   | ½   | 1   | 0   | 1   | ½   | ½   | ½   | 8.0   | 1.0     | 3         | 54.50 |
| 3       | Borís Guélfand (ISR)       | 2733   | ½   | ½   | ½   | ½   |     |     | ½   | ½   | ½   | ½   | 1   | ½   | 1   | 1   | ½   | 0   | 8.0   | 1.0     | 3         | 54.25 |
| 4       | Péter Lékó (HON)           | 2751   | ½   | ½   | ½   | 0   | ½   | ½   |     |     | ½   | ½   | 1   | ½   | ½   | 0   | 1   | ½   | 7.0   |         |           |       |
| 5       | Piotr Svídler (RUS)        | 2735   | ½   | 0   | ½   | ½   | ½   | ½   | ½   | ½   |     |     | ½   | 0   | ½   | ½   | 1   | ½   | 6.5   |         |           |       |
| 6       | Aleksandr Morozévitx (RUS) | 2758   | ½   | 0   | 1   | 0   | ½   | 0   | ½   | 0   | 1   | ½   |     |     | ½   | ½   | 1   | 0   | 6.0   | 1.0     | 3         |       |
| 7       | Levon Aronian (ARM)        | 2750   | 0   | ½   | ½   | 0   | 0   | 0   | 1   | ½   | ½   | ½   | ½   | ½   |     |     | 1   | ½   | 6.0   | 1.0     | 2         |       |
| 8       | Aleksandr Grisxuk (RUS)    | 2726   | ½   | 0   | ½   | ½   | 1   | ½   | ½   | 0   | ½   | 0   | 1   | 0   | ½   | 0   |     |     | 5.5   |         |           |       |
Clau: v. tied = punts contra el jugador amb qui ha empatat; NS = Neustadtl score o Desempat de Neustadtl
Per als jugadors que acabaren empatats a punts, s'aplicaren (per ordre), els següents desempats: resultats de les partides jugades entre els jugadors empatats, nombre total de victòries, i Desempat de Neustadtl.